# Tomorrow Never Dies (singolo)
Tomorrow Never Dies è un singolo della cantante statunitense Sheryl Crow, pubblicato nel 1997 come tema principale del film omonimo, uscito in Italia con il titolo Il domani non muore mai, diciottesimo film della saga di 007.

## Il brano
La canzone è stata scritta dalla stessa Sheryl Crow con Mitchell Froom, quest'ultimo attivo anche come produttore del brano.
Ai Golden Globe 1998 la canzone ha ricevuto la candidatura nella categoria "miglior canzone originale". Il brano è stato candidato anche ai Grammy Awards 1999, nella categoria "miglior canzone scritta per un film, televisione o altri media audio-visivi".

## Tracce
- CD

1. Tomorrow Never Dies (Sheryl Crow, Mitchell Froom) – 4:47
2. Strong Enough (Bill Bottrell, David Baerwald, Crow, Kevin Gilbert, Brian MacLeod, David Ricketts) – 3:10